# Neocron
Neocron est un jeu vidéo de type MMORPG développé par Reakktor Media et édité par CDV Software, sorti en 2002 sur Windows.
Il a pour suite Neocron 2: Beyond Dome of York.

## Accueil
- GameSpot : 6,6/10[1]